# Азиатский опцион
Азиатский опцион (англ. asian option) — разновидность опциона, при которой цена исполнения определяется на основе средней стоимости базового актива за определённый период времени. Азиатский опцион ещё называют опционом средней цены или среднекурсовым опционом. Как правило, такие опционы заключаются на товары, биржевые индексы, курсы валют и процентые ставки. Азиатские опционы популярны на рынках с высокой волатильностью базовых активов (нефть, цветные металлы и др.).

## История
Первый опцион этого типа был продан в 1987 году токийским отделением Американского банка (англ. American Bank).

## Особенности
Отличительная особенность опционов данного типа заключается в том, что цена исполнения (страйк) неизвестна на момент заключения контракта. Указывается только способ определениям цены по значениям цены спот за определённый период, в том числе и по будущим значениям.
Возможны следующие варианты:
- Цена страйк равна максимальному значению цены спот за время действия опциона.
- Цена страйк равна минимальному значению цены спот за время действия опциона.
- Цена страйк определяется как среднее значение цены спот в указанные моменты времени. В этом случае указываются даты, участвующие в формировании среднего значения, а также способ подсчёта среднего значения.

Опцион, у которого цена страйк указывается на момент заключения контракта, но вместо цены спот на момент исполнения используется среднее значение цены спот за определённый период, также называется азиатским.

## Основные варианты азиатских опционов
Фиксированная цена страйк (также известная как «средняя ставка»), продажа:
{\displaystyle P(T)={\text{max}}\left(A(0,T)-K,0\right),}
где А обозначает среднюю, а К — страйк. Эквивалент опциона пут вычисляется по формуле:
{\displaystyle P(T)={\text{max}}\left(K-A(0,T),0\right).}
Плавающая цена страйк (она же плавающая ставка) при продаже азиатского опциона:
{\displaystyle P(T)={\text{max}}\left(S(T)-kA(0,T),0\right),},
где k — это взвешивание, обычно 1 исключаются из описаний.

## Получение средних значений
Получить среднее значение можно различными способами. Обычно это среднее арифметическое.
При постоянном мониторинге его вычисляют следующим образом:
{\displaystyle A(0,T)={\frac {1}{T}}\int _{0}^{T}S(t)dt.}
При дискретном мониторинге (с мониторингом в моменты {\displaystyle t_{1},t_{2},\dots ,t_{n}}):
{\displaystyle A(0,T)={\frac {1}{N}}\sum _{i=1}^{N}S(t_{i}).}
Существуют также азиатские опционы, где среднее значение вычисляется как среднее геометрическое. При постоянном мониторинге его вычисляют по формуле:
{\displaystyle A(0,T)=\exp \left({\frac {1}{T}}\int _{0}^{T}\ln(S(t))dt\right).}

## Преимущества азиатских опционов
Азиатские опционы — это инвестиционные инструменты с умеренным уровнем риска. Так как цена опциона базируется на данных о цене на базовый актив за определённый период, то инвестор имеет возможность сделать рациональное суждение о целесообразности вложений.
Ещё одно преимущество азиатских опционов состоит в том, что эти опционы, как правило, дешевле американских или европейских, поскольку использование средней стоимости базового актива уменьшает волатильность производного инструмента.